# Glabridorsum semilunatum
Glabridorsum semilunatum är en stekelart som beskrevs av Jonathan 2000. Glabridorsum semilunatum ingår i släktet Glabridorsum och familjen brokparasitsteklar. Inga underarter finns listade i Catalogue of Life.